# ريان كوك (لاعب كرة قدم أمريكية)
ريان كوك (بالإنجليزية: Ryan Cook)‏ هو لاعب كرة قدم أمريكية أمريكي، ولد في 8 مايو 1983 في ألباكركي في الولايات المتحدة.

## وصلات خارجية
- ريان كوك على موقع مرجع كرة القدم المحترفة.كوم (الإنجليزية)